# Tennis in the Land 2024 - Doppio
Il doppio femminile del torneo di tennis professionistico Tennis in the Land 2024, facente parte della categoria WTA 250 nell'ambito del WTA Tour 2024, si gioca dal 18 al 24 agosto 2024 a Cleveland, negli Stati Uniti.
Miyu Katō e Aldila Sutjiadi erano le campionesse in carica, ma Sutjiadi ha scelto di non partecipare a questa edizione de torneo. Katō ha fatto coppia con Chan Hao-ching, ma sono state sconfitte nel primo turno da Carmen Corley e Ivana Corley.
In finale Cristina Bucșa e Xu Yifan hanno sconfitto Shūko Aoyama e Eri Hozumi con il punteggio di 3-6, 6-3, [10-6].

## Teste di serie
1. Chan Hao-ching /  Miyu Katō (primo turno)
2. Cristina Bucșa /  Xu Yifan (Campionesse)

1. Shūko Aoyama /  Eri Hozumi (finale)
2. Wang Xinyu /  Zheng Saisai (quarti di finale)

## Wildcard
1. Eudice Chong /  Katrina Scott (primo turno)

1. Bianca Fernandez /  Leylah Fernandez (primo turno)

## Tabellone

### Legenda
| - Q = Qualificato - WC = Wild card - LL = Lucky loser | - ALT = Alternate - SE = Special Exempt - PR = Protected Ranking | - w/o = Walkover - r = Ritirato - d = Squalificato |

|  | Primo turno | Primo turno              | Primo turno             | Primo turno | Primo turno |  |  | Quarti di finale | Quarti di finale         | Quarti di finale         | Quarti di finale  | Quarti di finale  |   |   | Semifinali | Semifinali              | Semifinali              | Semifinali              | Semifinali |   |      | Finale | Finale | Finale | Finale | Finale |  |
|  |             |                          |                         |             |             |  |  |                  |                          |                          |                   |                   |   |   |            |                         |                         |                         |            |   |      |        |        |        |        |        |  |
|  | 1           | H-c Chan M Katō          | 62                      | 6           | [8]         |  |  |                  |                          |                          |                   |                   |   |   |            |                         |                         |                         |            |   |      |        |        |        |        |        |  |
|  |             | C Corley I Corley        | 7                       | 2           | [10]        |  |  |                  | C Corley I Corley        | C Corley I Corley        | 6                 | 6                 |   |   |            |                         |                         |                         |            |   |      |        |        |        |        |        |  |
|  |             | L Davis S Rogers         | 7                       | 0           | [10]        |  |  |                  | L Davis S Rogers         | L Davis S Rogers         | 3                 | 2                 |   |   |            |                         |                         |                         |            |   |      |        |        |        |        |        |  |
|  | WC          | E Chong K Scott          | 5                       | 6           | [2]         |  |  |                  |                          |                          |                   |                   |   |   |            | C Corley I Corley       | C Corley I Corley       | 4                       | 2          |   |      |        |        |        |        |        |  |
|  | 3           | S Aoyama E Hozumi        | S Aoyama E Hozumi       | 6           | 6           |  |  |                  |                          | 3                        | S Aoyama E Hozumi | S Aoyama E Hozumi | 6 | 6 |            |                         |                         |                         |            |   |      |        |        |        |        |        |  |
|  |             | M Lumsden A Sisková      | M Lumsden A Sisková     | 2           | 1           |  |  | 3                | S Aoyama E Hozumi        | S Aoyama E Hozumi        | 6                 | 6                 |   |   |            |                         |                         |                         |            |   |      |        |        |        |        |        |  |
|  |             | C Tauson M Uchijima      | 7                       | 1           | [4]         |  |  |                  | A Moratelli S Santamaria | A Moratelli S Santamaria | 2                 | 0                 |   |   |            |                         |                         |                         |            |   |      |        |        |        |        |        |  |
|  |             | A Moratelli S Santamaria | 64                      | 6           | [10]        |  |  |                  |                          |                          |                   |                   |   |   | 3          | Shūko Aoyama Eri Hozumi | 6                       | 3                       | [6]        |   |      |        |        |        |        |        |  |
|  |             | J Aney L Papadakis       | J Aney L Papadakis      | 4           | 4           |  |  |                  |                          |                          |                   |                   |   |   |            |                         | 2                       | Cristina Bucșa Xu Yifan | 3          | 6 | [10] |        |        |        |        |        |  |
|  |             | S Murray Sharan E Silva  | S Murray Sharan E Silva | 6           | 6           |  |  |                  | S Murray Sharan E Silva  | S Murray Sharan E Silva  | 6                 | 6                 |   |   |            |                         |                         |                         |            |   |      |        |        |        |        |        |  |
|  |             | E Appleton T Moore       | 6                       | 4           | [9]         |  |  | 4                | Xin Wang S Zheng         | Xin Wang S Zheng         | 4                 | 1                 |   |   |            |                         |                         |                         |            |   |      |        |        |        |        |        |  |
|  | 4           | Xin Wang S Zheng         | 4                       | 6           | [11]        |  |  |                  |                          |                          |                   |                   |   |   |            | S Murray Sharan E Silva | S Murray Sharan E Silva | 3                       | 2          |   |      |        |        |        |        |        |  |
|  | WC          | B Fernandez L Fernandez  | B Fernandez L Fernandez | 4           | 3           |  |  |                  |                          | 2                        | C Bucșa Y Xu      | C Bucșa Y Xu      | 6 | 6 |            |                         |                         |                         |            |   |      |        |        |        |        |        |  |
|  |             | Q Gleason I Martins      | Q Gleason I Martins     | 6           | 6           |  |  |                  | Q Gleason I Martins      | Q Gleason I Martins      | 3                 | 4                 |   |   |            |                         |                         |                         |            |   |      |        |        |        |        |        |  |
|  |             | J Sizikova F-h Wu        | 7                       | 3           | [7]         |  |  | 2                | C Bucșa Y Xu             | C Bucșa Y Xu             | 6                 | 6                 |   |   |            |                         |                         |                         |            |   |      |        |        |        |        |        |  |
|  | 2           | C Bucșa Y Xu             | 64                      | 6           | [10]        |  |  |                  |                          |                          |                   |                   |   |   |            |                         |                         |                         |            |   |      |        |        |        |        |        |  |